# Englewood Cliffs
Englewood Cliffs é um distrito localizado no estado americano de Nova Jérsei, no Condado de Bergen.

## Demografia
Segundo o censo americano de 2000, a sua população era de 5322 habitantes.
Em 2006, foi estimada uma população de 5793, um aumento de 471 (8.9%).

## Geografia
De acordo com o United States Census Bureau tem uma área de
8,7 km², dos quais 5,4 km² cobertos por terra e 3,3 km² cobertos por água.

## Localidades na vizinhança
O diagrama seguinte representa as localidades num raio de 8 km ao redor de Englewood Cliffs.